# Zazárida (Buchivacoa)
Pour les articles homonymes, voir Zazarida.
Zazárida est l'une des six paroisses civiles de la municipalité de Buchivacoa dans l'État de Falcón au Venezuela. Sa capitale est Zazárida.

## Géographie

### Démographie
Hormis sa capitale Zazárida, la paroisse civile comporte plusieurs localités dont : 
- Puerto Zazárida
- San Gregorio
- Zazárida